# Об'єднана Арабська Республіка
Об'є́днана Ара́бська Респу́бліка (ОАР) (араб. الجمهورية العربية المتحدة Al-Gumhuriyah Al-Arabiyah Al-Muttahidah, Al-Jumhuriyah Al-Arabiyah Al-Muttahidah) — об'єднана держава Сирійської Республіки та Республіки Єгипет, що існувала з лютого 1958 по вересень 1961 року (після розпаду федерації Єгипет продовжував іменуватися Об'єднаною Арабською Республікою до 1971). Столиця — Каїр.
Протягом більшої частини свого існування (1958—1961) була в складі Об'єднаних Арабських держав — конфедерації з Північним Єменом.
ОАР прийняла прапор на основі арабського прапора визволення єгипетської революції 1952 року, але з двома зірками, що символізували собою дві частини. Це як і раніше прапор Сирії. У 1963 році Ірак прийняв прапор, який був схожий, але з трьома зірками, що представляють надію, що Ірак приєднається до ОАР. Нині прапори Єгипту, Судану і Ємену також засновані на арабському прапорі визволення горизонтальні червоні, білі і чорні смуги.

## Історія
Створення ОАР було представлено як перший крок до об'єднання арабських держав. Перші угоди про державотворення були підписані 1 лютого 1958. У тому ж місяці в Єгипті та Сирії пройшли референдуми про об'єднання двох країн у єдину державу. Акт про об'єднання країн був підписаний їхніми президентами 22 лютого 1958 року.
Незважаючи на велику особисту популярність Абделя Насера, котрий займав пост президента ОАР, союзна держава розпалася через протиріччя, що були викликані претензіями Єгипту на провідну роль.
У 1963 році були спроби відродити союзну державу у складі Єгипту, Сирії та Іраку.
Єгипет, проте, продовжував офіційно використовувати назву ОАР до кінця життя Насера. Після його смерті, в 1971, назву держави було змінено на «Арабська Республіка Єгипет».